# Dwergheidelibel
De dwergheidelibel (Sympetrum haritonovi) is een echte libel (Anisoptera) uit de familie van de korenbouten (Libellulidae).
De soort staat op de Rode Lijst van de IUCN als niet bedreigd, beoordelingsjaar 2007.
De wetenschappelijke naam van de soort werd in 1983 gepubliceerd door S.N. Borisov.